# Бразильська золота лихоманка

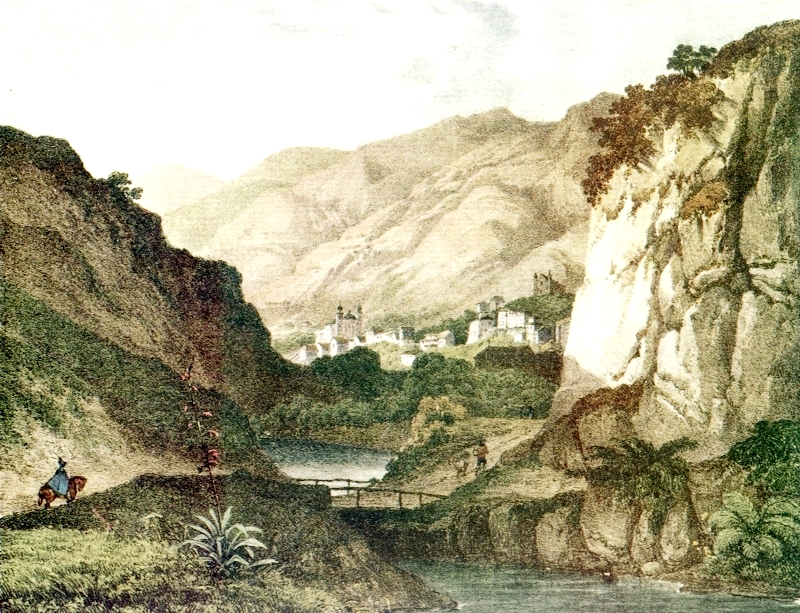
Віла Ріка

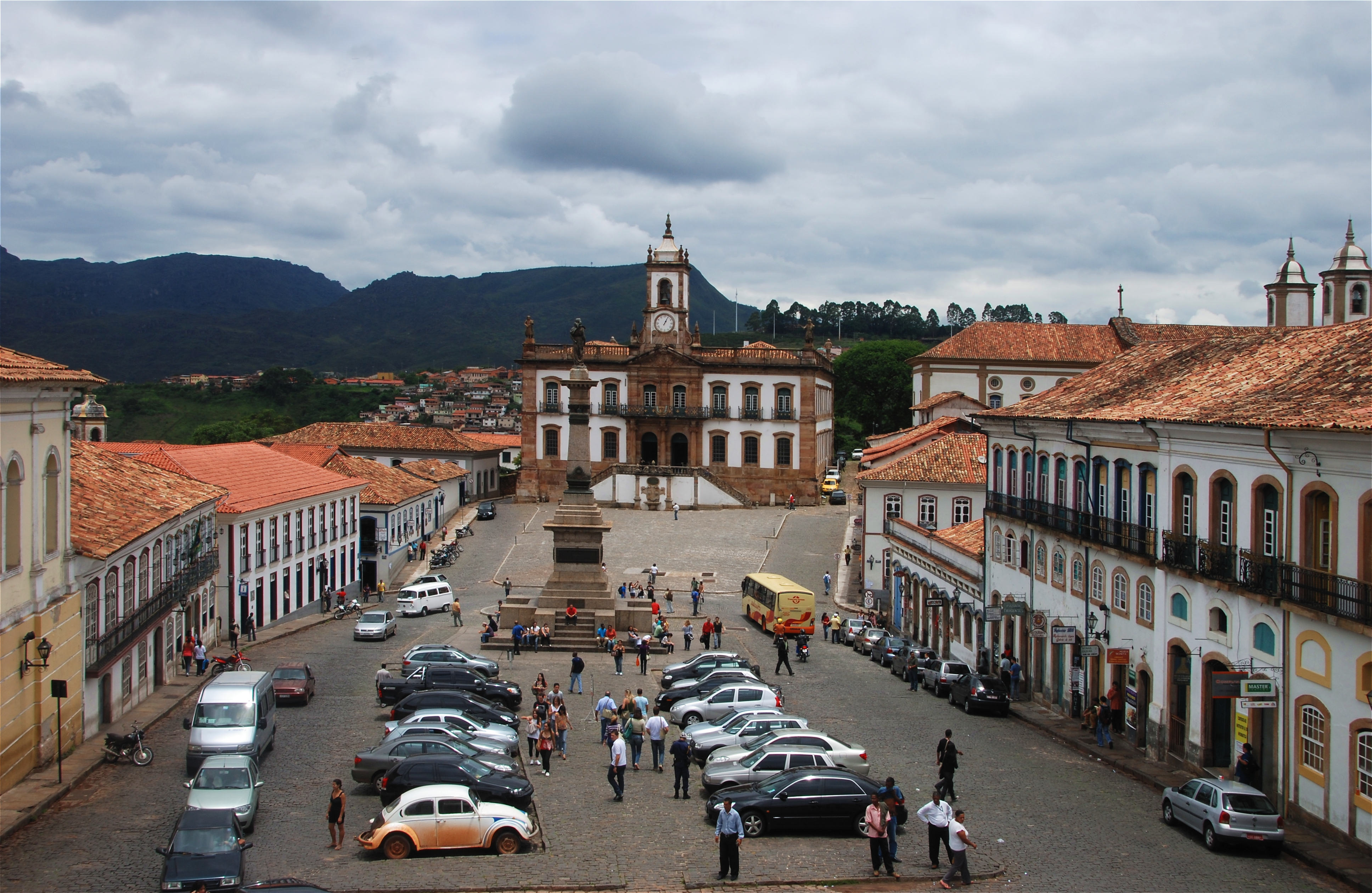
Головна площа Ору-Прету — Praça Tiradentes

Бразильська золота лихоманка — золота лихоманка в португальській колонії Бразилія в 1700-х роках.

## Історія
Пошуки золота в Бразилії почалися майже одначасно з початком колонізації цієї країни європейцями. Експедиції бандейрантів, або Бандейра не організовувалися владою, їх учасники забезпечували себе усім необхідним самостійно.
Спочатку бандейранти займалися викраденням в рабство індіанців, а коли 1660-х роках португальське уряд призначив нагороду за розвідку родовищ золота і срібла в Бразилії, вони зайнялися цим поряд з викраденням індіанців в рабство, пізніше повністю переключилися на пошуки золота, срібла, алмазів та інших корисних копалин. Бандейранти збиралися в невеликі групи і досліджували внутрішні області Бразилії. Групи складалися з аборигенів і людей європейського походження, які перейняли їхній спосіб життя, що дозволяв вижити в умовах вологих тропічних лісів.
У 1696 році група бандейрантів досягла гори Ітаколумі, що знаходиться в сучасному бразильському штаті Мінас-Жерайс. Один з учасників експедиції, Дуарте Лопіш, побачив у місцевому ручаї чорні камінці, що виявилися золотими самородками, вкритими тонким шаром залізної іржі. За два роки до Ітаколумі вирушив Антоніу Діаш де Олівейра, який відкрив величезне родовище дорогоцінного металу, якому дав назву Ору-Прету, що з португальської перекладаються як «чорне золото».
Це стало початком першої в історії золотої лихоманки. Центром видобутку стало поселення золотошукачів Віла Ріка (з португальської — «багате місто»). В 1712 році Віла Ріка отримало статус міста, а в 1720 році стало столицею території Мінас-Жерайс. У 1823 році Віла Ріка отримав статус імперського міста Ору-Прету.

## Підсумки
Бразильська золота лихоманка стала наймасовішою і найтривалішою золотою лихоманкою, понад 400 000 старателів з Португалії та півмільйона рабів з Африки брали участь в ній з 1690-х до 1820-х. Багато людей залишали плантації цукрової тростини і міста північно-східного узбережжя Бразилії та перебиралися в Ору-Прету.
До 1725 вже половина населення Бразилії проживала на південному сході. Золота лихоманка мала величезне значення для бразильської економіки та призвела до такого значного припливу капіталу в південно-східні колонії, що португальський уряд в 1763 перемістив столицю Бразилії з Салвадора (на північному сході) в Ріо-де-Жанейро.
Усього в 1700-1800 тут видобуто 1 000 тонн золота і 3 мільйони каратів алмазів.